# Oxydactylus
L'ossidattilo (gen. Oxydactylus, dal greco "dalle dita sottili") è un mammifero artiodattilo estinto, appartenente ai camelidi. Visse tra l'Oligocene superiore e il Miocene medio (circa 28-14 milioni di anni fa) e i suoi resti fossili sono stati ritrovati in Nord America.

## Descrizione
Questo animale era grande all'incirca quanto un'attuale vigogna (Vicugna vicugna), e possedeva alcune caratteristiche anatomiche peculiari che lo differenziavano da altri camelidi suoi contemporanei, come il notevole allungamento del collo e delle zampe. L'aspetto ricordava quello del successivo e ben noto Aepycamelus, ma se ne differenziava per avere un collo leggermente meno lungo e zampe più corte e gracili.
I metapodi di Oxydactylus, inoltre, erano ancora separati. Le falangi ungueali appuntite e taglienti indicano la probabile presenza di zoccoli. Il cranio, piuttosto allungato, era ancora dotato dei primi due incisivi superiori, anche se ridotti. Si suppone che le varie specie di Oxydactylus potessero avere un peso compreso tra i 115 e i 185 chilogrammi.

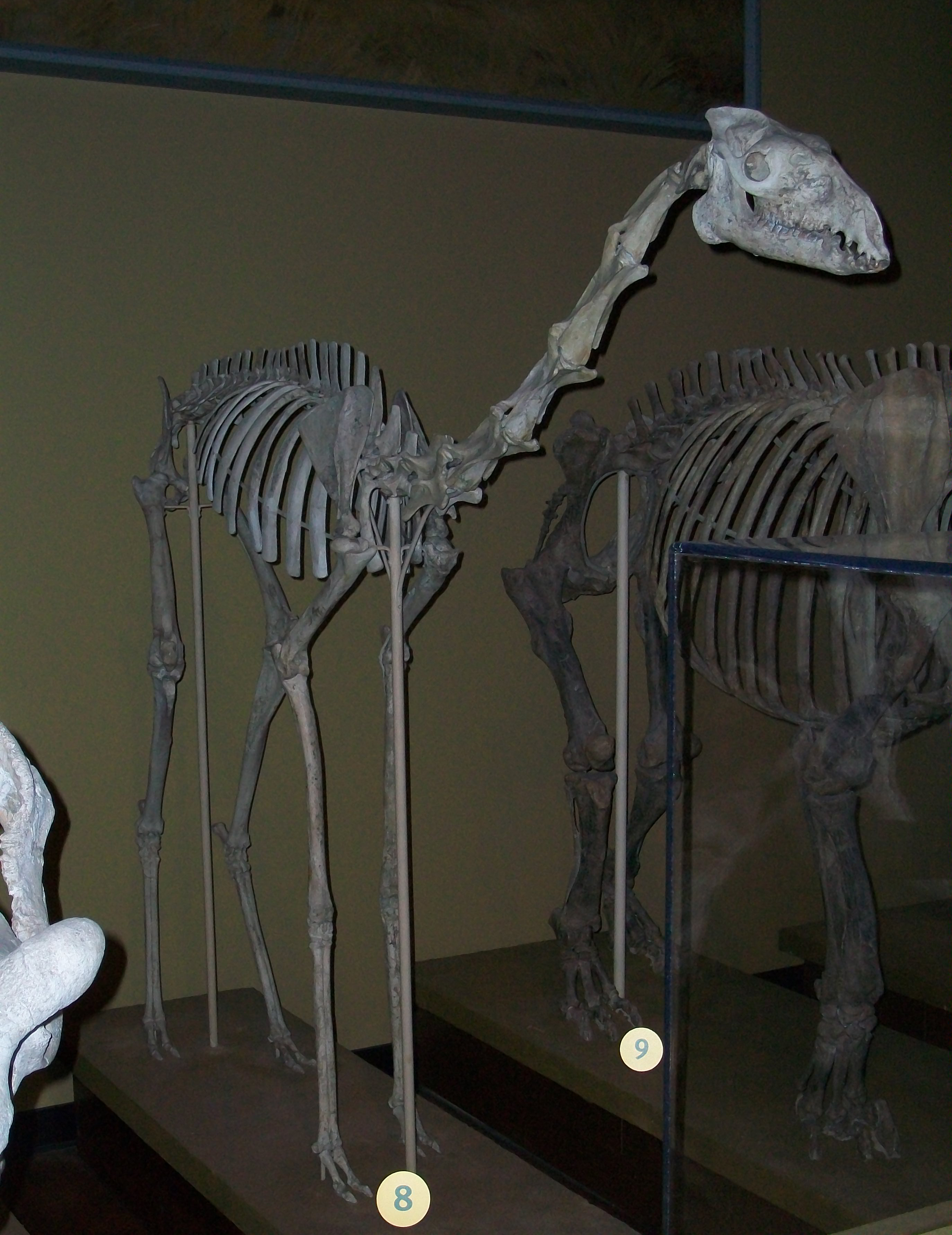
Scheletro di Oxydactylus longipes

## Classificazione
Il genere Oxydactylus venne descritto per la prima volta nel 1904 da Peterson, sulla base di resti fossili ritrovati in terreni del Miocene inferiore in Nebraska; la specie tipo è Oxydactylus longipes. Altre specie attribuite a questo genere sono O. serus, O. benedentatus, O. campestris, O. lacota, O. lulli, O. wyomingensis.
Oxydactylus fa parte di quel gruppo di camelidi estinti noti come "cammelli giraffa", ben rappresentanti dal genere Aepycamelus; Oxydactylus potrebbe essere stato vicino all'origine di quest'ultimo genere. 

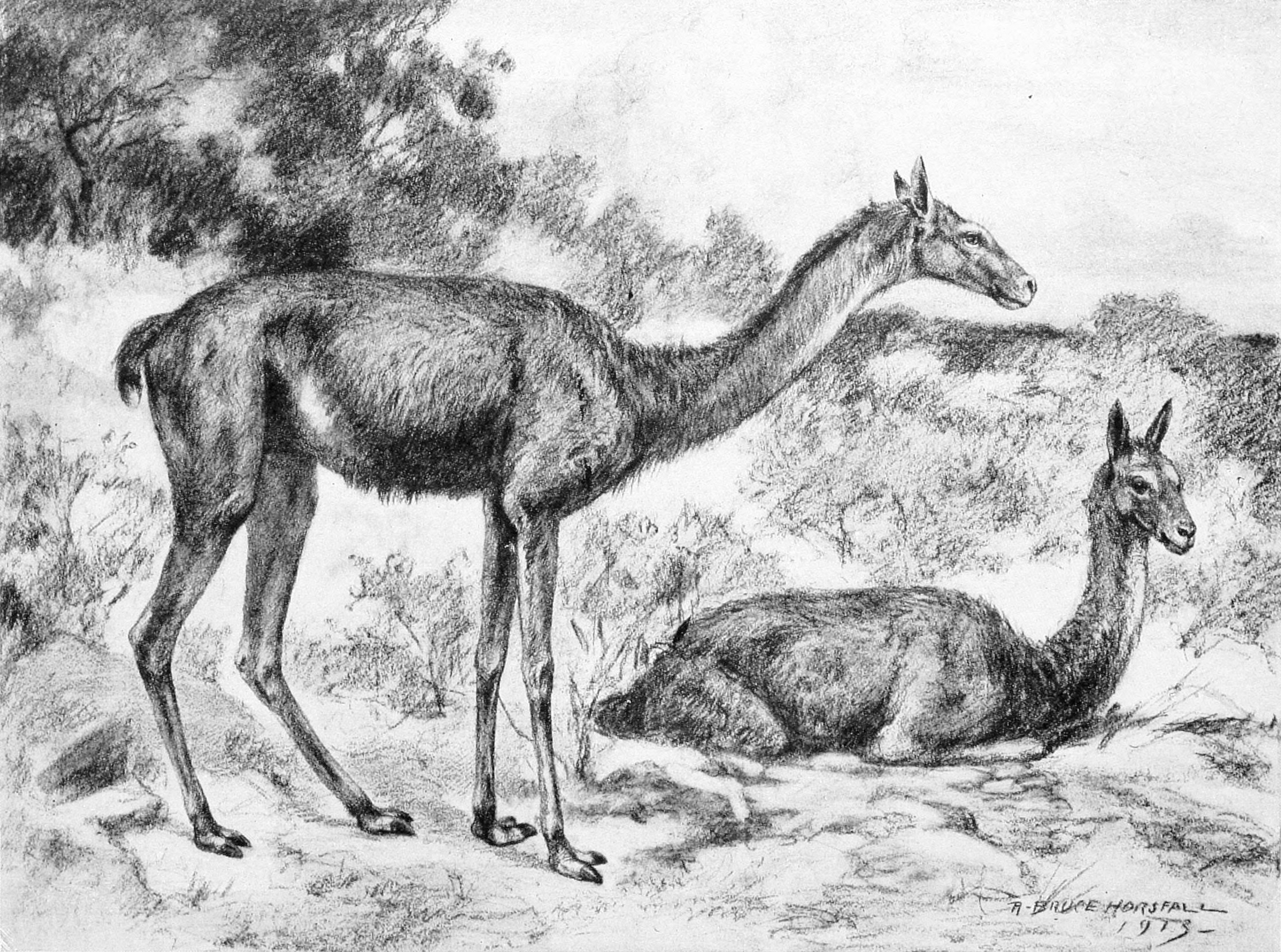
Ricostruzione di Oxydactylus longipes

## Paleoecologia
Oxydactylus era dotato di zampe lunghe e probabilmente di zoccoli, e quindi era adattato alla corsa nelle praterie che si stavano diffondendo in Nordamerica nel corso del Miocene. Il collo allungato permetteva a questo animale di raggiungere le foglie presenti nei rami più alti degli alberi.

## Galleria d'immagini

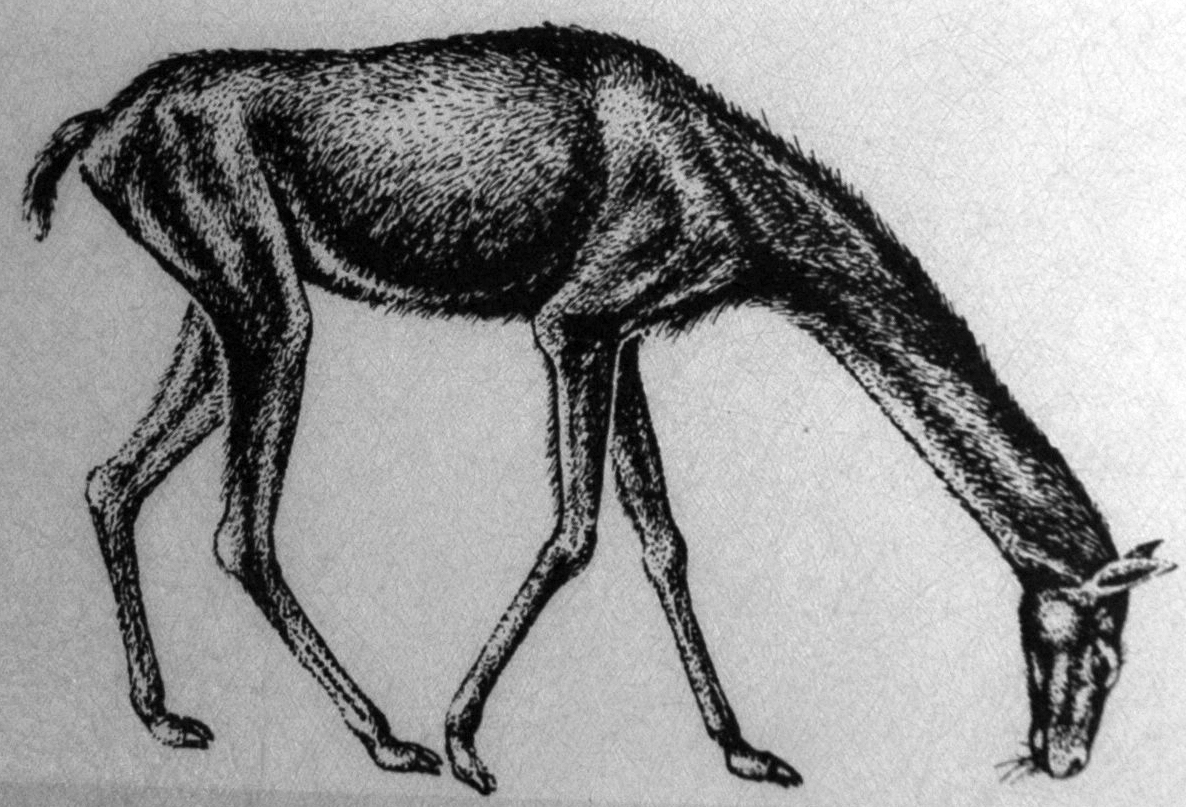
Ricostruzione di Oxydactylus longipes
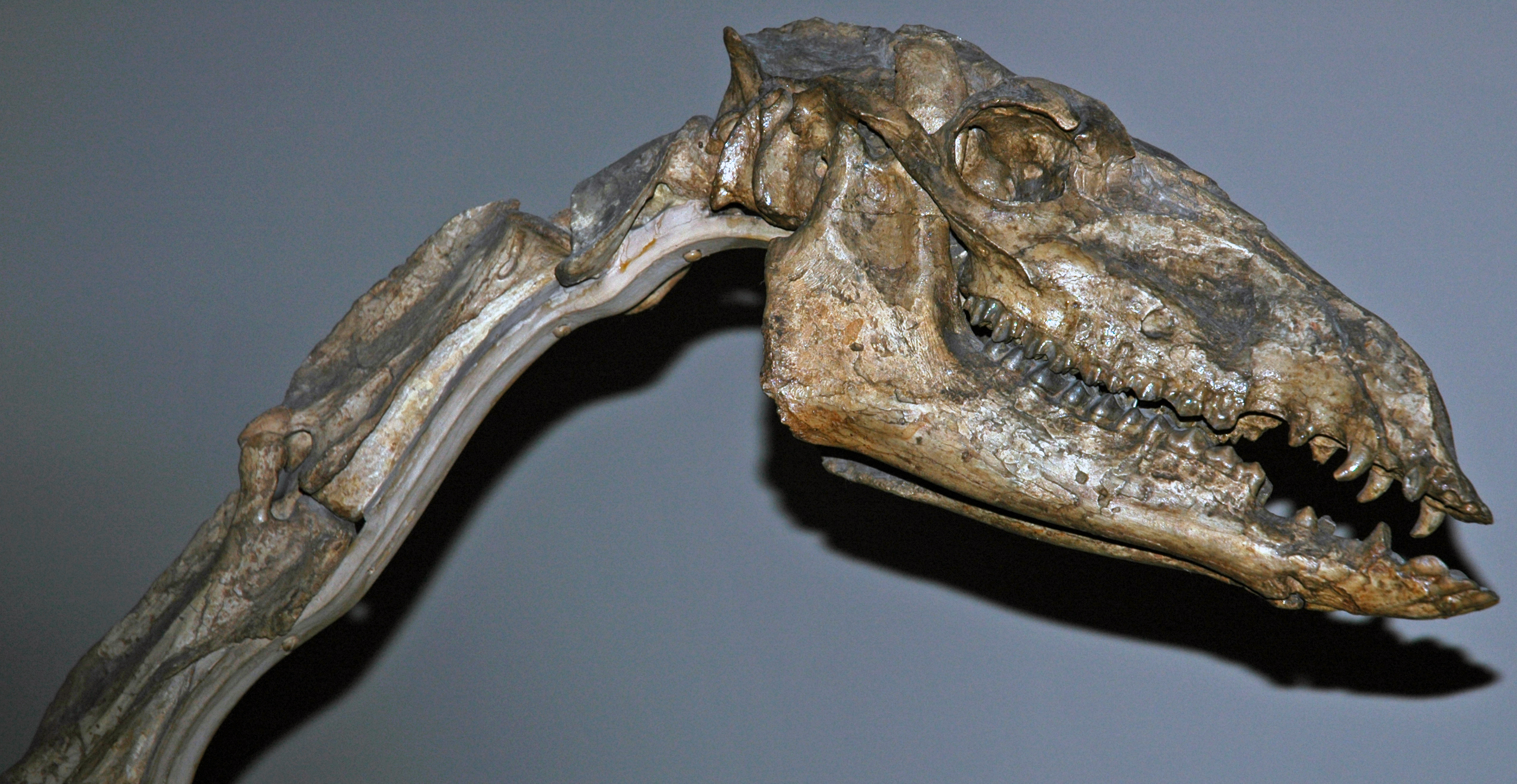
Cranio e vertebre cervicali di Oxydactylus longipes
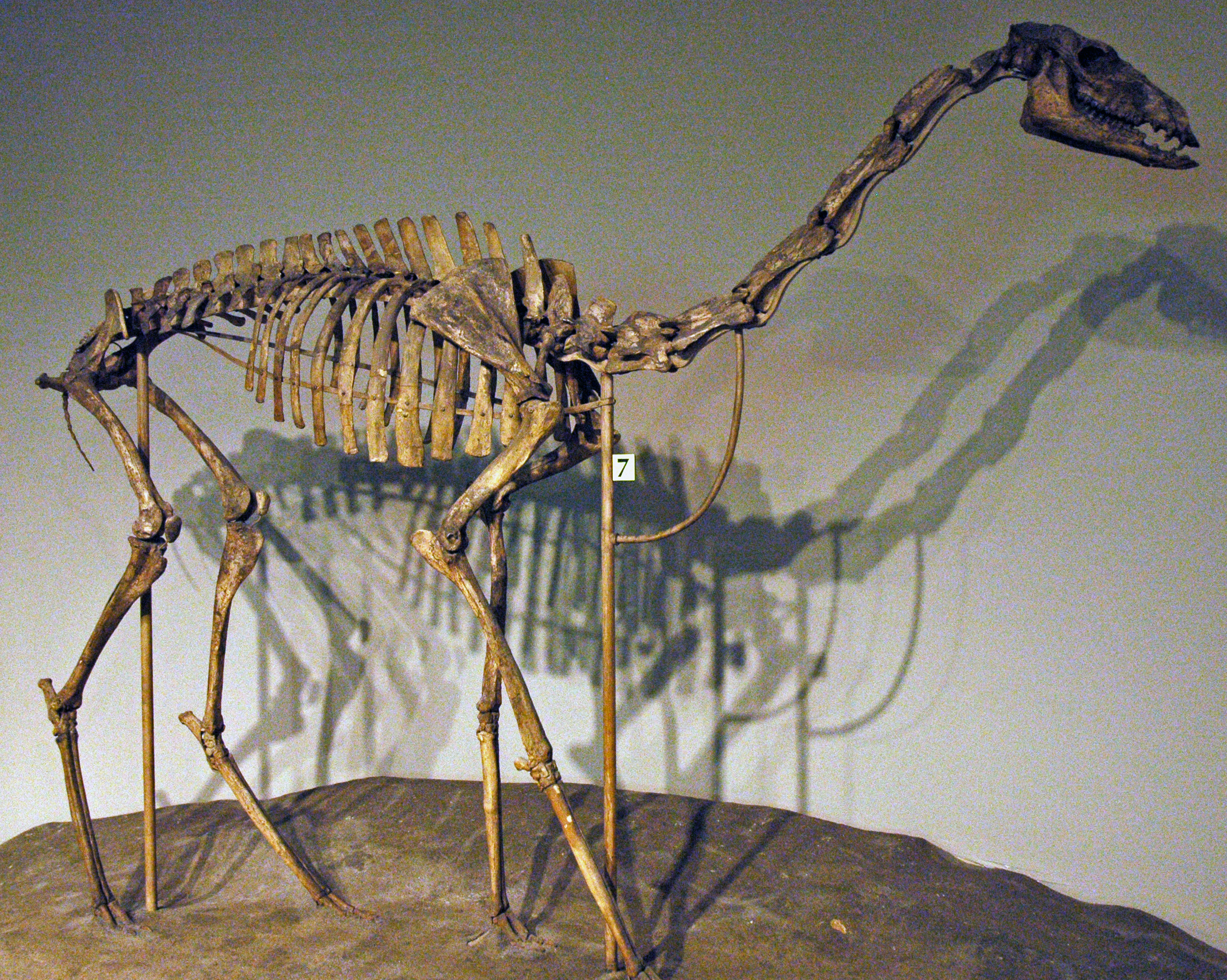
Scheletro di Oxydactylus longipes
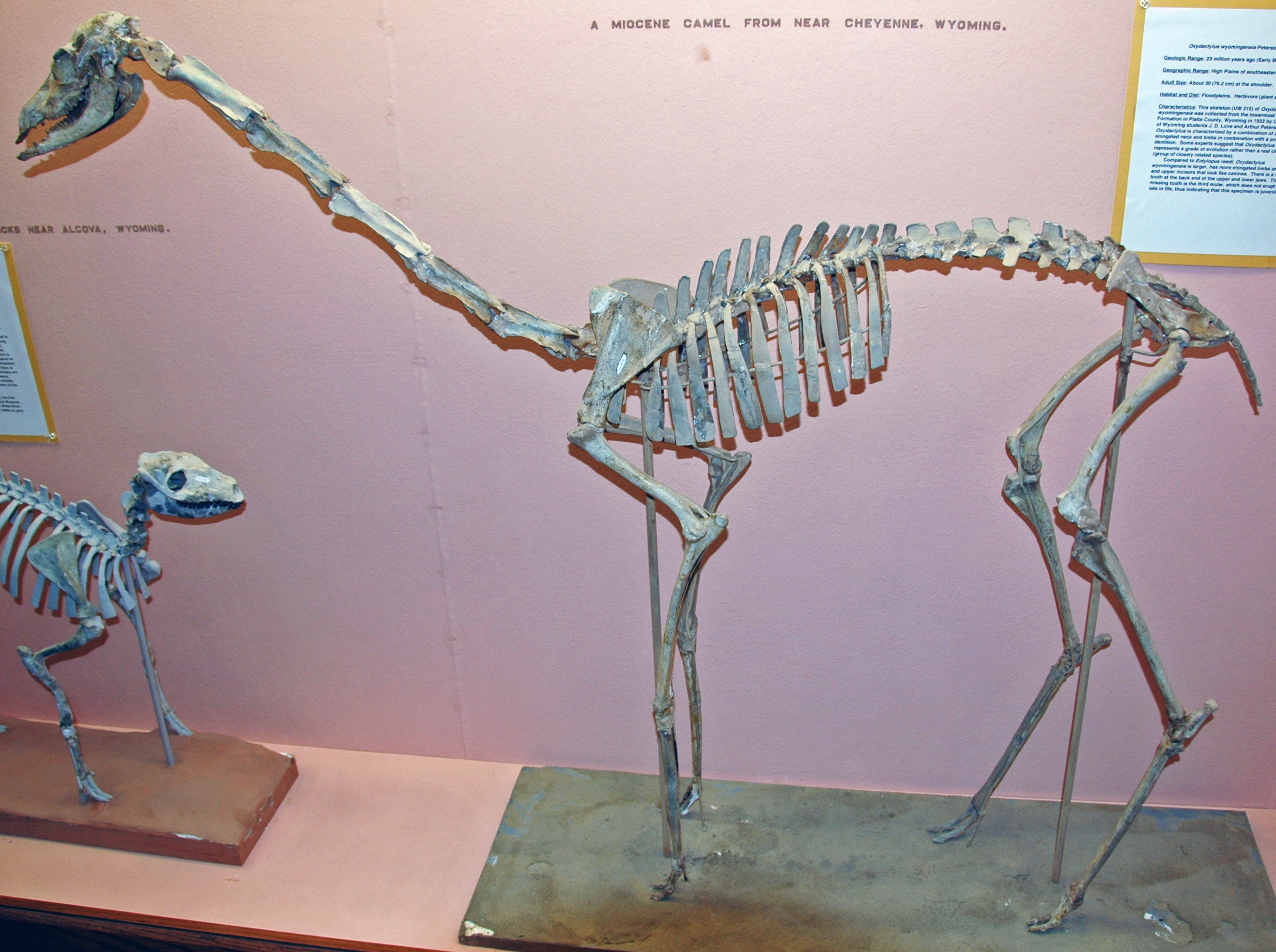
Scheletro di Oxydactylus wyomingensis
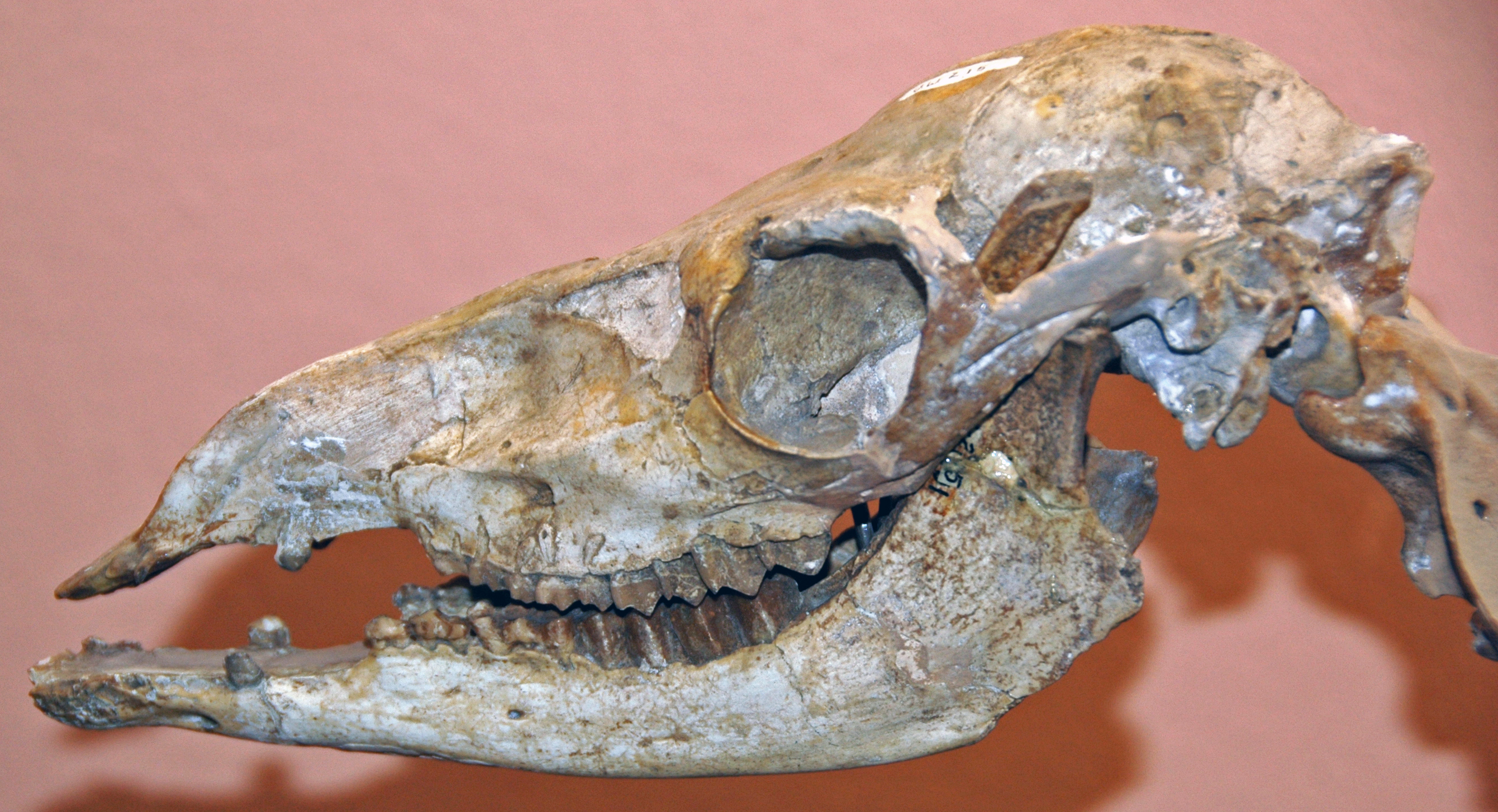
Cranio di Oxydactylus wyomingensis